# Adduamentum
Das Adohamento (als Varianten sind adoa, adoha, adoamentum, adohamentum, aduamentum, adduamentum belegt) ist eine Lehensabgabe, die unter Friedrich II von Sizilien erstmals belegt ist. 
Die Etymologie des Begriffs ist ungeklärt. Die Zahlungen wurden von den Justitiaren erhoben, nicht von den Mitarbeitern der Kammer. Die Kollekte, die in den Quellen häufig in Verbindung mit dem adoamentum genannt wird, wurde als Zahlung vom Eigengut erhoben. Ob sich das adoamentum aus dem im Catalogus baronum verzeichneten augmentum  zur Dienstverpflichtung eines Lehens entwickelt hat, kann auf Grund der Quellenlage nicht mit Sicherheit geklärt werden. Auch ein Zusammenhang mit dem adiutorium, einer auf bestimmte Fälle beschränkten Abgabe der Vasallen an den Lehnsherrn, ist möglich, aber nicht eindeutig. Dafür spricht eine Abhandlung des Roffred von Benevent, der den Begriff adiuvamentum (Beihilfe) verwendet. Demnach hätten die Vasallen im Falle der Heeresfolge und der Gastung direkt an die Beauftragten der königlichen Kurie geleistet, ansonsten ging die Beisteuer an den Lehnsherrn. Roffred nennt hier nur die Verheiratung der Tochter, den Ritterschlag des Sohnes, den Hinzuerwerb von Land zum Ausbau des Territoriums sowie den Freikauf aus Gefangenschaft, während er die Regeln für geistliche Lehnsherren, die in Buch III, Artikel 20 der Konstitutionen von Melfi ebenfalls normiert werden, nicht behandelt. Weitere juristische Bemerkungen finden sich bei Andreas von Isernia, Bartholomäus von Capua und Andreas Capuanus.
In gefälschten Urkunden der Benediktinerabtei La Cava bei Salerno wird eine Befreiung von dieser Abgabe angeblich bereits von Herzog Roger Borsa und den Königen Wilhelm I. und Wilhelm II. von Sizilien verfügt. Diese Fälschungen sind in staufischer Zeit entstanden. Der älteste sichere Beleg stammt aus dem Jahr 1226.
Die kleinste verleihbare Einheit war das feudum unius militis. Der Inhaber eines solchen Lehens war verpflichtet, im Kriegsfall 1 Ritter und 2 Diener mit Pferden und Bewaffnung zur Verfügung zu stellen. Richard von San Germano berichtet zum Jahr 1227, dass von einem Ein-Ritterlehen acht Goldunzen als Beitrag zur Finanzierung des Kreuzzugs gefordert wurden und dass acht solcher Lehen einen Kämpfer für den Kreuzzug zu stellen hatten. Aus den Excerpta Massiliensia ergibt sich zum Jahr 1231, dass Vasallen bei Dienstuntauglichkeit von der Heeresfolge befreit wurden und nur das aduamentum zu zahlen hatten. Unter den Anjou wurde das adoamentum als Abgabe bei der Aufnahme in den Ritterstand auf 12½ Goldunzen festgesetzt, der Ertragswert des Ein-Ritterlehens war auf 20 Goldunzen veranschlagt.
Von Alfons V. wurden Adohamentum und Kollekte 1443 auf dem Parlamento di San Lorenzo (benannt nach dem Tagungsort, einem Kloster in Neapel) abgeschafft und durch das focatico, eine Abgabe, die sich an der Zahl der Feuerstellen orientierte, und den Zwangskauf beim königlichen Salzmonopol ersetzt. Erneute Änderungen durch Ferrante waren nicht von Dauer, der Begriff ist jedoch noch in Kammerakten des 17. Jahrhunderts belegt.